# 亀石まつり
亀石まつり（かめいわまつり）は、岡山県岡山市東区水門町にある亀石神社の夏祭り「満潮祭」。
一年中で一番大潮となる旧暦6月15日の満月の夜に行われる五穀豊穣を祈る夏祭りで、シャギリ船の巡航、花火の打ち上げ、児童・学童による額行灯の奉納などが行われる。
シャギリ船行事（しゃぎりぶねぎょうじ）は、2014年（平成26年）8月22日に岡山市重要無形民俗文化財に指定された。船に提灯の飾りつけした屋形船で祇園囃子などを囃しながら水門湾内を巡航する。